# Kaunas-Marathon

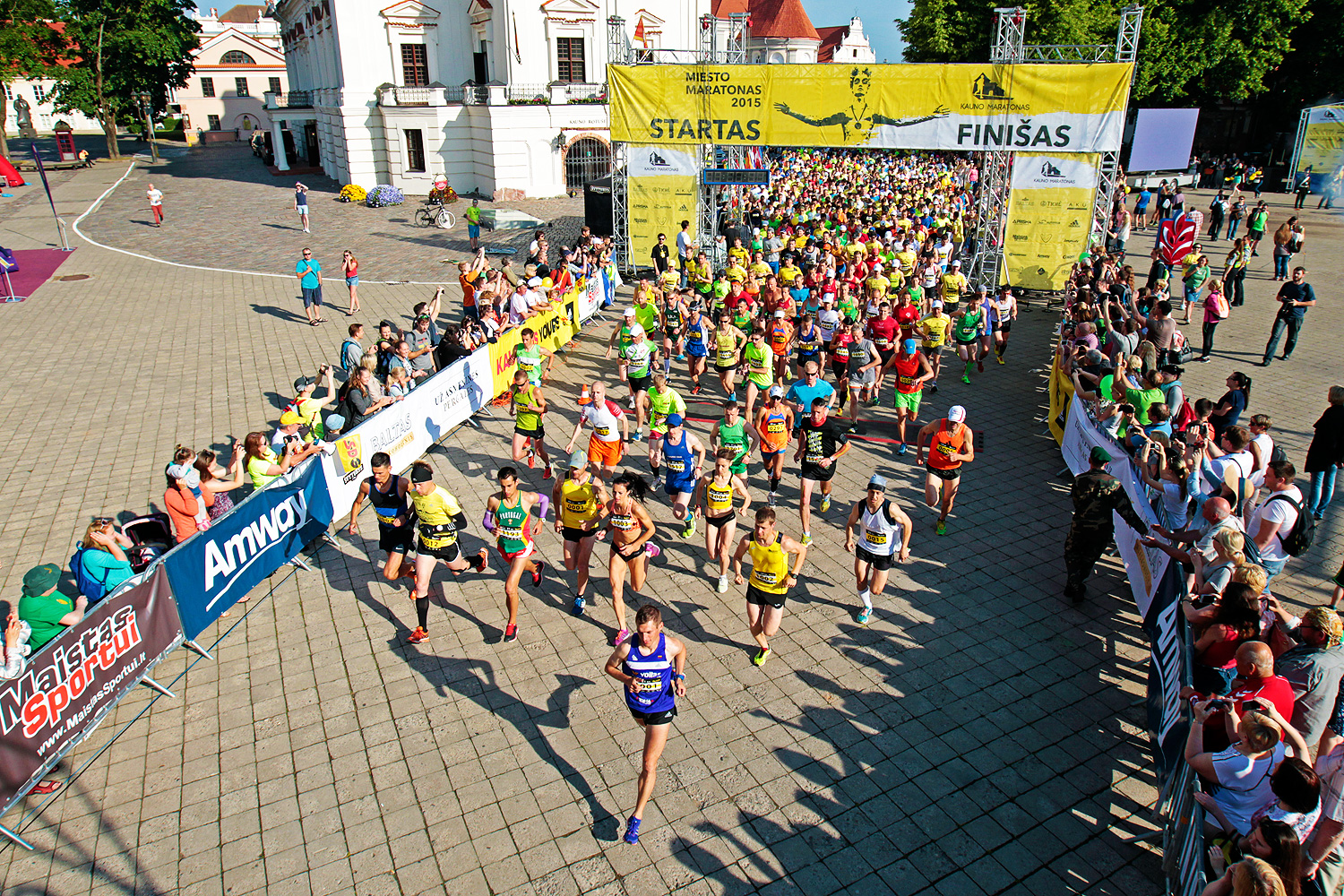

Kaunas Marathon ist ein seit 2013 stattfindender Marathon in der litauischen zweitgrößten Stadt Kaunas. Die lettische Bank Citadele bank ist der Hauptsponsor und Namensgeber. Der Organisator it die Anstalt
VšĮ „Kauno maratono klubas“. Man kann zwischen Marathon, Halbmarathon, einer 10-km-Distanz, einer 5-km-Distanz, Marathon-Staffel und Familienlauf wählen.

## Geschichte
2011 kamen die Läufer  Vytautas und Algirdas Pukys auf die Idee des Marathons in der ehemaligen litauischen Hauptstadt. Sie suchten nach den Sponsoren und registrierten die entsprechende Website.
2013 organisierte man den ersten Marathon in Kaunas. Es gab 2000 Teilnehmer. 2014 nahmen etwa 4000 Läufer und 2015 etwa 5000 Läufer teil. 2018 gab es Teilnehmer aus 45 Staaten.